# Universität Wien
Die Universität Wien (lateinisch Alma Mater Rudolphina Vindobonensis, kurz auch Rudolphina) ist mit rund 85.000 Studierenden und über 10.000 Angestellten die größte Hochschule in Österreich sowie im deutschsprachigen Raum und eine der größten in Europa. 1365 in Wien gegründet, ist sie die älteste Universität im heutigen deutschen Sprachraum und die drittälteste in Mitteleuropa nach der früher deutschsprachigen Karls-Universität in Prag und der Jagiellonen-Universität in Krakau. Mit Stand von Juli 2023 umfasste das Angebot 186 Studien. Die Universität Wien ist mit 17 Nobelpreisträgern verbunden und war die Heimat vieler Wissenschaftler von historischer und akademischer Bedeutung. Sie gilt als führende Universität in Österreich und genießt international hohes Ansehen.

## Organisation

### Standorte

#### Standorte im Stubenviertel
Die mittelalterliche Universität war in verschiedenen Gebäuden im Stubenviertel des heutigen 1. Wiener Bezirks untergebracht. Ihr erstes Haus war das 1385 eröffnete Herzogskolleg in der heutigen Postgasse 7–9. Nach der Inkorporation des Jesuitenkollegs in die Universität 1623 wurde an derselben Stelle das frühbarocke Jesuitenkolleg errichtet. Dieses ist zusammen mit der Universitätskirche und weiteren Gebäuden noch heute als Alte Universität erhalten und beherbergt unter anderem das Archiv der Universität Wien. 1753/55 ließ Maria Theresia unmittelbar neben dem Jesuitenkolleg ein neues Hauptgebäude, die Neue Aula, errichten. Sie war ein zentraler Versammlungsort der Revolution von 1848. Nach der gewaltsamen Niederschlagung der Revolte wurde die Universität vom Militär besetzt, die Studenten wurden vertrieben; das Gebäude wurde 1857 der Akademie der Wissenschaften übergeben. Der Studienbetrieb fand in provisorischen Ausweichquartieren statt.

#### Hauptgebäude

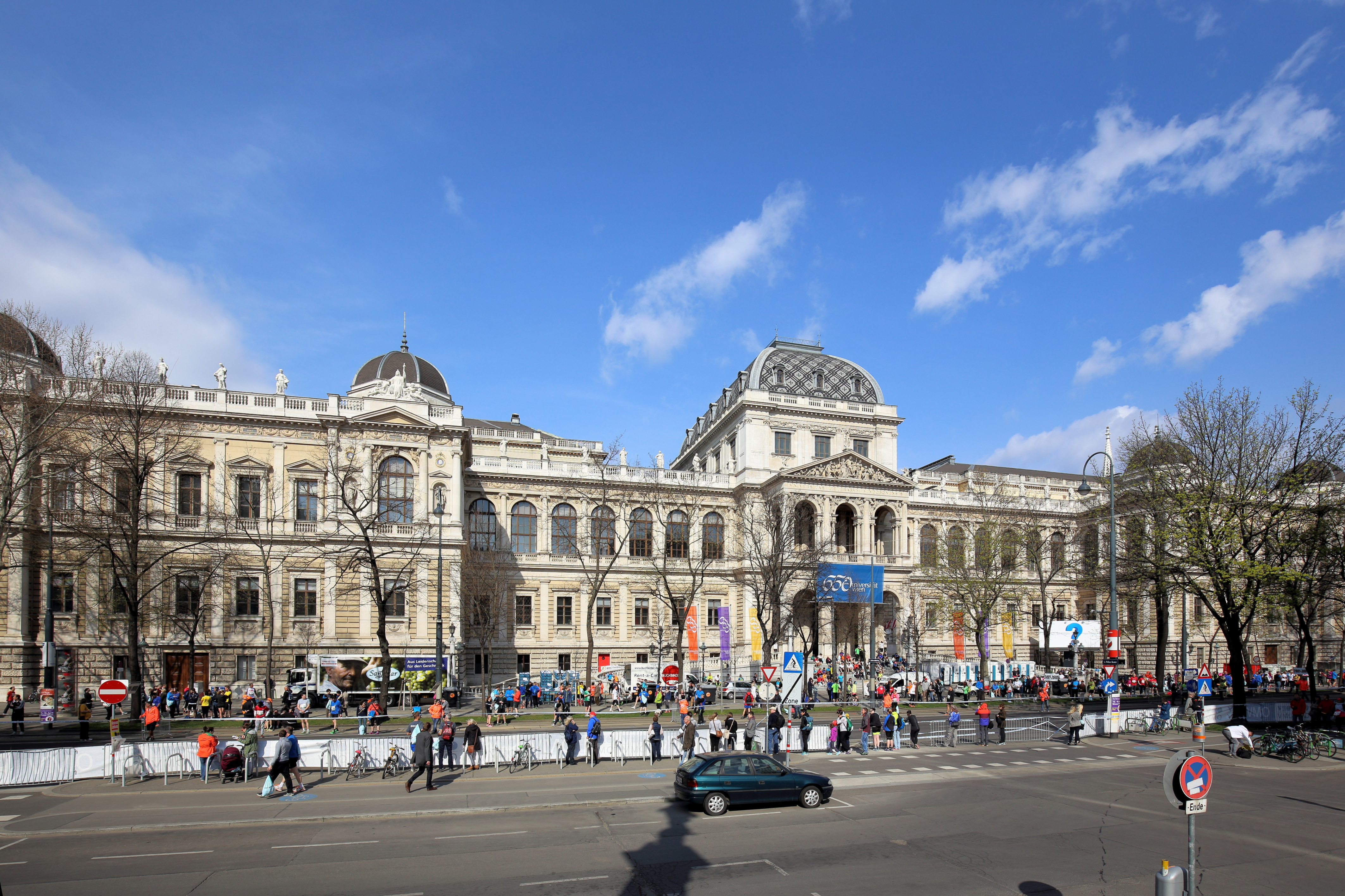
Hauptgebäude der Universität Wien

Für den Bau eines Hauptgebäudes der Universität wurde ab 1854 zunächst ein Platz hinter dem Chor der Votivkirche vorgesehen. 1868 wurde jedoch ein Areal an der Ringstraße verfügbar und die Universität dort gebaut. Mit dem Bau wurde 1877 begonnen. Architekt Heinrich Ferstel wählte für das Gebäude den historistischen Stil der italienischen Hochrenaissance, wobei die Universitäten von Padua und Genua als Inspiration dienten. Den Blickfang an der Ringstraße bildet die markant vorspringende Säulenhalle. Im Giebel stellt ein Relief die Geburt der Minerva dar, der Göttin der Weisheit. 1884 war das Universitätsgebäude fertiggestellt. Das Areal der Universität umfasst 21.412 m², wovon 14.530 m² verbaut sind. Die Kosten hatten 7,7 Mio. Gulden betragen.
Im Hauptgebäude am Universitätsring 1 befinden sich das Rektorat, die meisten Dekanate, die zentralen Dienstleistungseinrichtungen, die Hauptbibliothek, einige wenige Institute mit ihren Fachbibliotheken und zahlreiche Hörsäle.

#### Weitere Standorte
Wichtige Nebenstandorte der Universität sind das 1962 errichtete Neue Institutsgebäude (NIG) und der 1998 eröffnete Campus der Universität Wien, der durch den Umbau des alten Allgemeinen Krankenhauses entstand und eine Vielzahl an Instituten und Fachbibliotheken beherbergt.
Das 1978–1995 in mehreren Bauteilen errichtete Universitätszentrum Althanstraße (UZA 1–4) befindet sich über dem ehemaligen Frachtenbahnhof des Franz-Josefs-Bahnhofs im Althangrund (9. Wiener Gemeindebezirk). Das 1984 fertiggestellte Juridicum im 1. Bezirk, Schottenbastei 10–16, ist eines der bedeutendsten Bauwerke der Postmoderne in Wien. Die übrigen wissenschaftlichen Einrichtungen der Institute verteilen sich auf über 60 Standorte in Wien und anderen Bundesländern.

### Fakultäten und Zentren

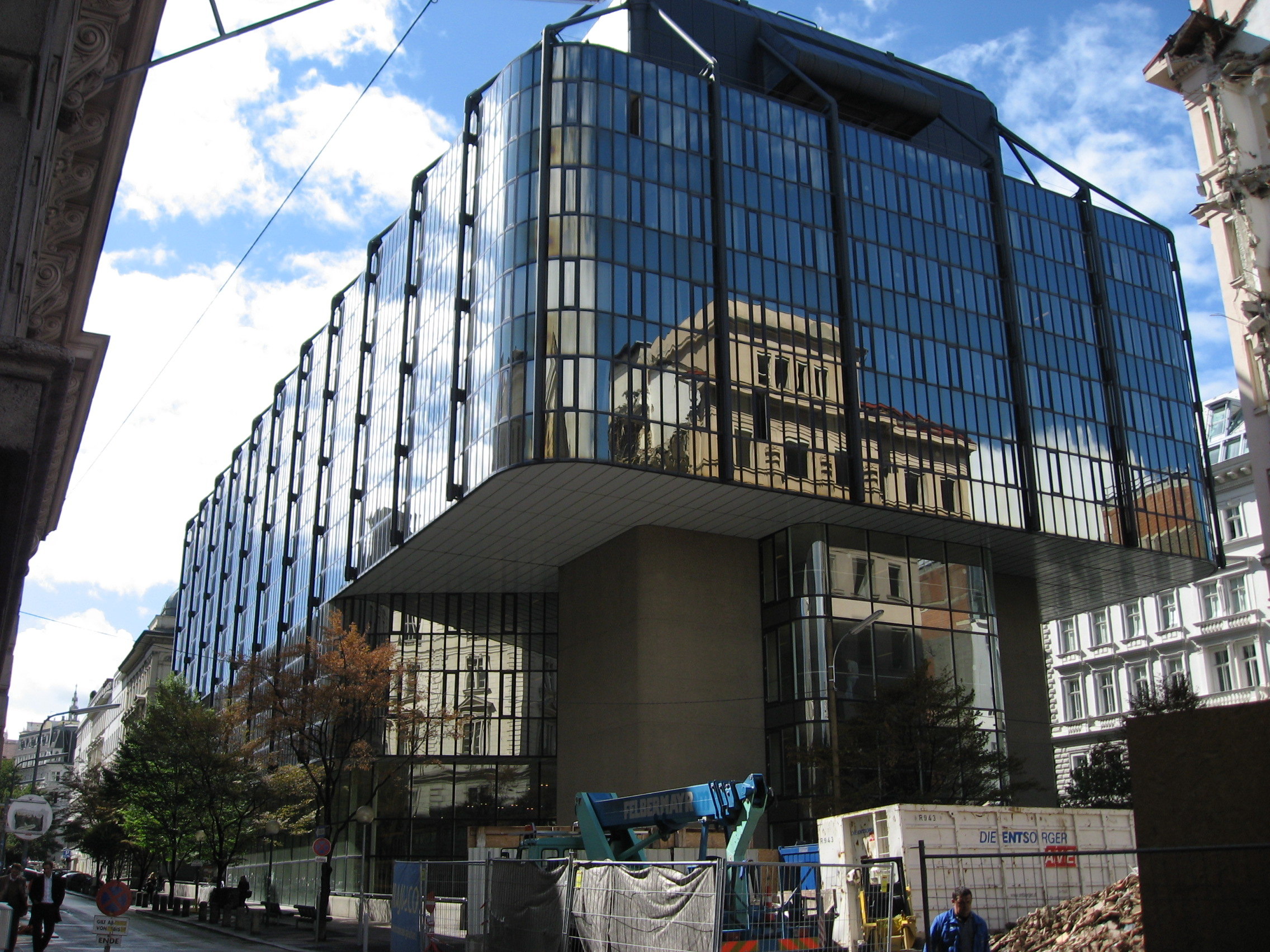
Rechtswissenschaftliche Fakultät der Universität Wien

An der Universität Wien bestehen 15 Fakultäten, vier Zentren und eine interuniversitäre Organisationseinheit:
1. Katholisch-Theologische Fakultät
2. Evangelisch-Theologische Fakultät
3. Rechtswissenschaftliche Fakultät
4. Fakultät für Wirtschaftswissenschaften
5. Fakultät für Informatik
6. Historisch-Kulturwissenschaftliche Fakultät
7. Philologisch-Kulturwissenschaftliche FakultätFakultät für Physik

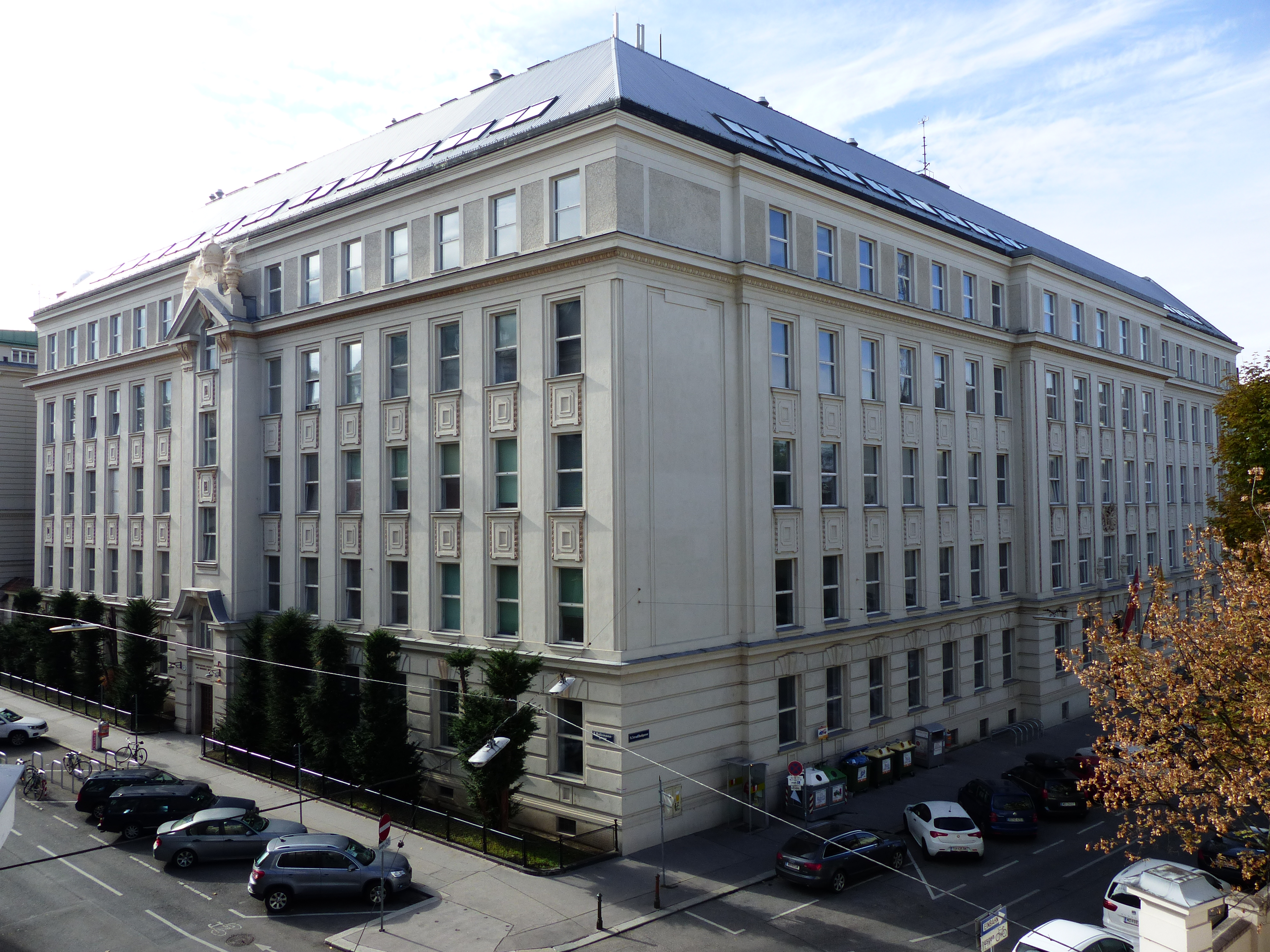
Fakultät für Physik

8. Fakultät für Philosophie und Bildungswissenschaft
9. Fakultät für Psychologie
10. Fakultät für Sozialwissenschaften
11. Fakultät für Mathematik
12. Fakultät für Physik
13. Fakultät für Chemie
14. Fakultät für Geowissenschaften, Geographie und Astronomie
15. Fakultät für Lebenswissenschaften
16. Zentrum für Translationswissenschaft
17. Zentrum für Sportwissenschaft und Universitätssport
18. Zentrum für Lehramtsstudium
19. Zentrum für Mikrobiologie und Umweltsystemwissenschaft
20. Max Perutz Labs

### Sonstige Einrichtungen

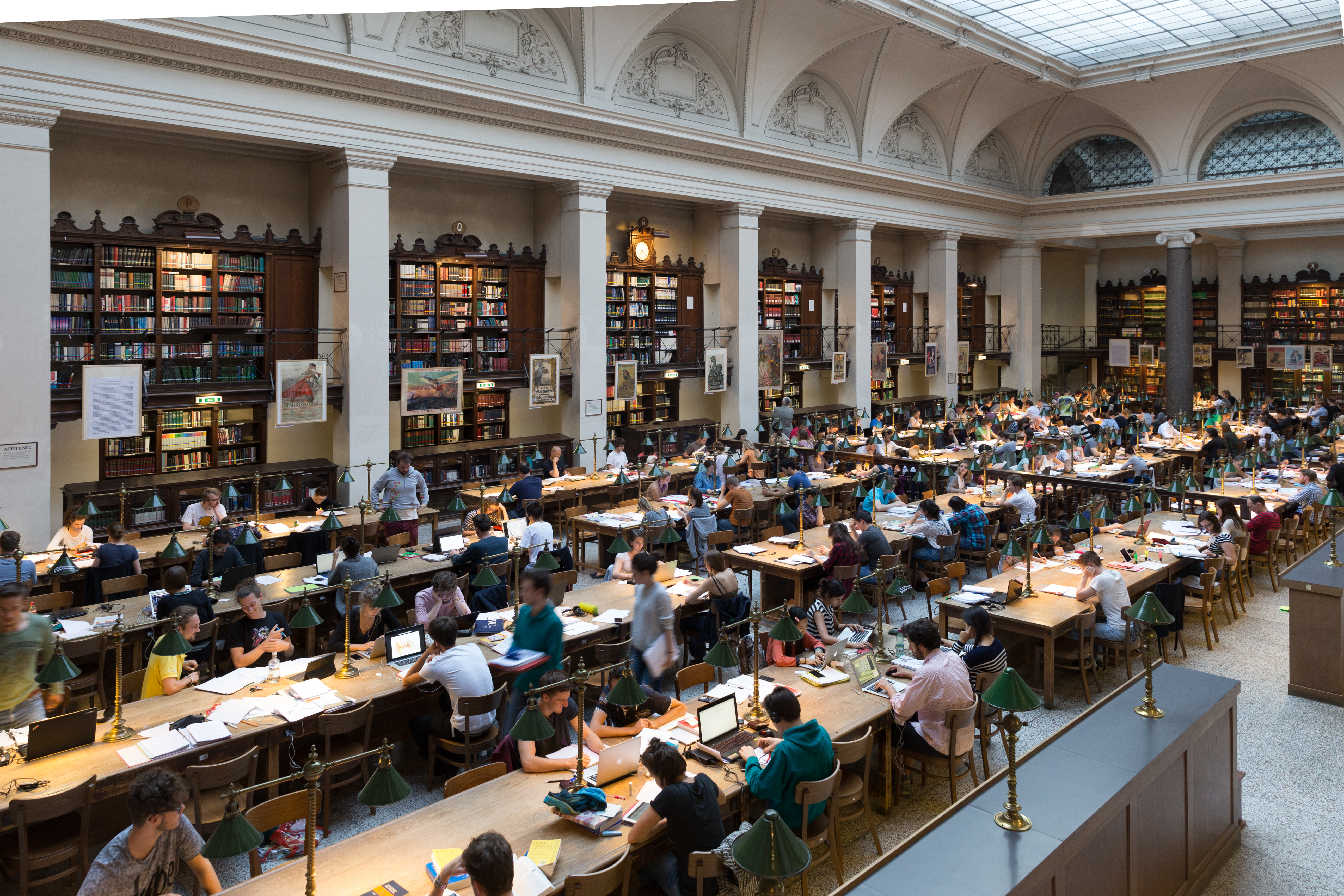
Großer Lesesaal

- Die Universitätsbibliothek der Universität Wien umfasst die Bestände der Hauptbibliothek und von über 40 Fachbereichs- und Institutsbibliotheken an Uni-Standorten in ganz Wien. Sie ist frei zugänglich. Sie geht auf den Bestand der Habsburgischen Hofbibliothek zurück, in die das ursprüngliche Universitätsarchiv im 18. Jahrhundert einverleibt wurde. Heute ist die Wiener Universitätsbibliothek die größte Büchersammlung Österreichs und verfügt neben der zeitgenössischen wissenschaftlichen Literatur über einen ausnehmend guten Bestand historischer Werke.
- Organisatorisch ist die Universitätsbibliothek mit dem Archiv der Universität Wien verbunden, dem eigentlichen Universitätsarchiv, das die Dokumente des universitären Betriebs verwaltet. Es befindet sich am alten Standort der Unibibliothek am Areal des Hauptgebäudes.
- Die Universitätssternwarte Wien befindet sich im Sternwartepark, eine astronomische Außenstelle ist das Leopold-Figl-Observatorium im Wienerwald.
- Der Botanische Garten der Universität Wien im 3. Bezirk Landstraße geht auf einen 1754 angelegten Medizinalpflanzengarten zurück, und zeigt sich heute im Erscheinungsbild eines englischen Gartens. Er ist, bis auf die wissenschaftlichen Versuchsflächen, auch frei zugänglich.

Auch nach der 2004 erfolgten Schaffung einer eigenen Medizinischen Universität Wien besteht zwischen der Medizinischen Universität und Fächern an der Universität Wien eine Kooperation: so wird beispielsweise gemeinsam das 2005 gegründete Forschungs- und Ausbildungszentrum Max Perutz Labs Vienna betrieben.

### Hochschülerinnen- und Hochschülerschaft
Die Österreichische Hochschülerinnen- und Hochschülerschaft ist als öffentlich-rechtliche Körperschaft (ÖH Uni Wien) an den Gremien der Universität Wien beteiligt. Bei der letzten ÖH-Wahl im Mai 2023 erreichte der VSStÖ in der Universitätsvertretung 36,45 % (11 Mandate), die GRAS 17,29 % (5 Mandate) und der KSV-LiLi 16,28 % (4 Mandate). Ebenfalls Mandate in der Universitätsvertretung machten die Aktionsgemeinschaft mit 10,91 % (3 Mandate), die FL mit 7,86 % (2 Mandate) sowie die JUNOS mit 5,80 % und der KSV-KJÖ mit 5,41 % (jeweils 1 Mandat). Im Vergleich zur ÖH-Wahl 2021 gewannen vor allem der KSV-LiLi und die FL dazu, während GRAS und JUNOS Prozente und Mandate verloren. VSStÖ, Aktionsgemeinschaft und KSV-KJÖ blieben bei derselben Mandatszahl wie 2021.
Seit der Wahl im Mai 2021 bilden VSStÖ und KSV-LiLi gemeinsam eine Koalition und stellen gemeinsam die Vorsitzenden der ÖH Uni Wien. Diese führen sie auch nach der Wahl 2023 fort. Die Vorsitzende ist seit dem 1. Juli 2023 Nora Hasan (VSStÖ), ihre erste Stellvertreterin Alexandra Budanov (KSV-LiLi) und ihre zweite Stellvertreterin Magdalena Martin (VSStÖ).

## Geschichte

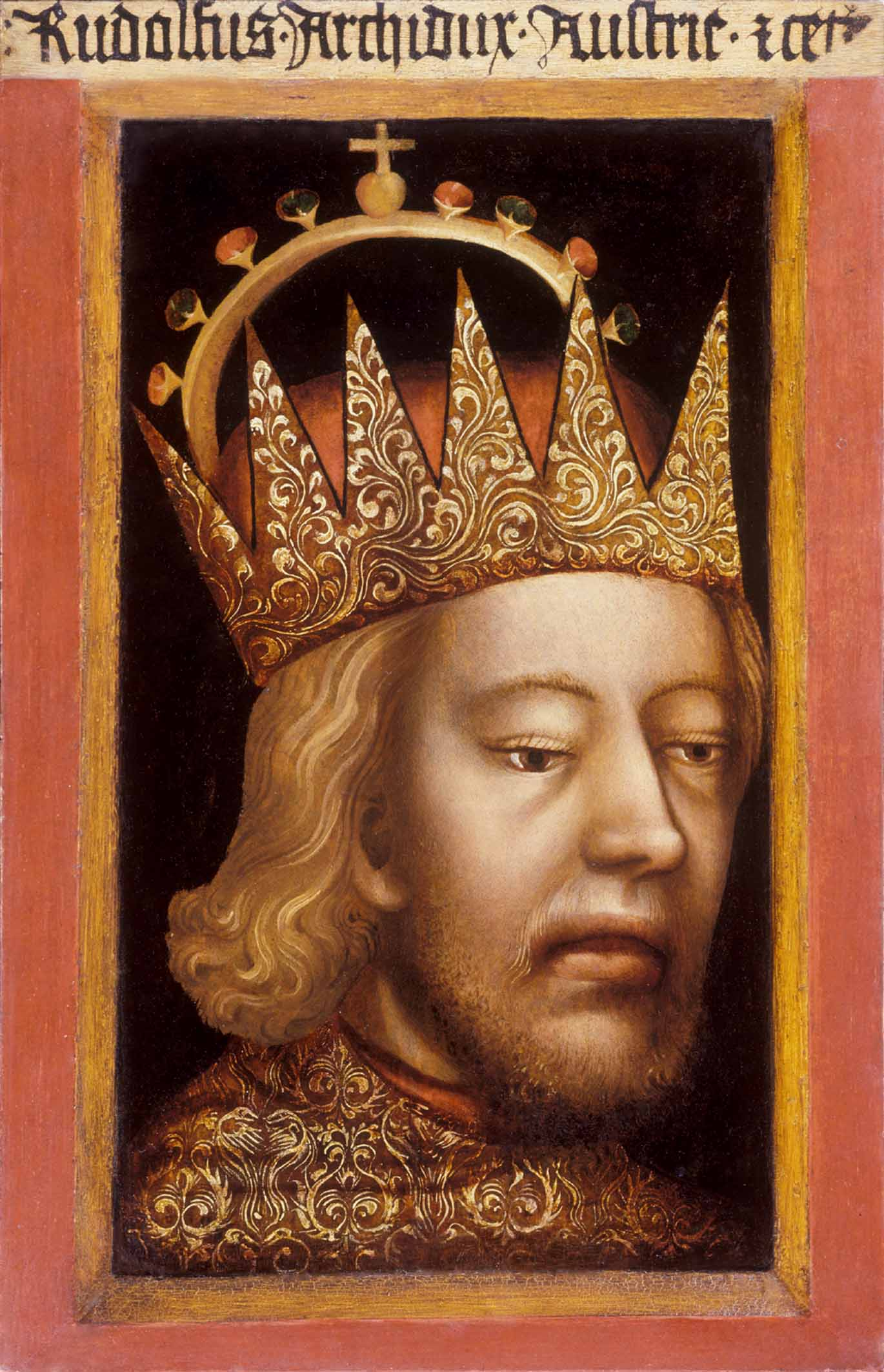
Herzog Rudolf der Stifter

### Spätmittelalter
Die Gründungsurkunde, heute im Archiv verwahrt, wurde am 12. März 1365 von Herzog Rudolf IV. und seinen Brüdern Albrecht III. und Leopold III. unterzeichnet. Daher rührt auch der Name der Universität Alma Mater Rudolphina. Die Gründungsurkunde enthält in programmatischer Weise das Leitbild der Universität, dass „gemain guot, rechte gerichte, menschlich vernunft und beschaidenhait aufneme und wachse […] und daz ein yeglich weiser mensch vernünftiger und ain unweiser zuo menschlicher vernunft in rechte erkantnüsse mit goetlicher lerung bracht und geczogen werde.“
Die Universität Wien ist somit nach der Karls-Universität Prag die zweitälteste Universität im damaligen Heiligen Römischen Reich nördlich der Alpen und die älteste bestehende Universität im deutschen Sprachraum. Bis zur Aufnahme des geregelten Lehr- und Lernbetriebs sollten jedoch noch fast 20 Jahre vergehen; 1383 nützte Herzog Albrecht III. einen Streit an der Sorbonne, um zahlreiche Professoren von Paris nach Wien zu berufen, und nachdem auch der 1365 noch ausgesprochene päpstliche Vorbehalt, eine theologische Fakultät einzurichten, gefallen war, erließ Albrecht III. 1384 einen zweiten Stiftsbrief, mit dem die kontinuierliche Entwicklung begann.

### Renaissance-Humanismus
Bis zum Ausgang des Mittelalters wuchs die Universität stetig an und hatte in der Zeit des Humanismus (um 1500) über 6000 Studenten, womit sie die größte Universität des Reiches geworden war. In den 1520er Jahren führten Pestepidemien, die Bedrohung durch das türkische Heer und die Reformation zu einem starken Schwund bei den Studentenzahlen; im 16. Jahrhundert hatte die Universität zeitweilig nur mehr 30 Studenten. Am 13. Oktober 1623 wurde durch die Pragmatische Sanktion von Kaiser Ferdinand II. die Universität mit dem 1551 gegründeten Jesuitenkollegium vereinigt und die gesamte theologische und philosophische Fakultät den Jesuiten (der Gesellschaft Jesu) überantwortet. Nach dieser Reform nahm die Universität wieder einen gewissen Aufschwung. Die Übernahme durch die Jesuiten hatte auch enorme bauliche Konsequenzen für die Universität. Das neue Universitätsviertel am heutigen Dr.-Ignaz-Seipel-Platz gibt davon ein eindrucksvolles Zeugnis. Neben neuen universitären Gebäuden wurde auch die Jesuitenkirche errichtet und im Mai 1631 von Kardinal Dietrichstein eingeweiht.

### Zeit der Aufklärung
Tiefgreifende Reformen erfolgten unter Maria Theresia und Joseph II. ab 1749, mit denen der Einfluss der Jesuiten zurückgedrängt und schließlich ganz beseitigt und die Universität in eine Staatsanstalt umgewandelt wurde, womit ein fast gänzlicher Verlust der Universitätsautonomie verbunden war. Auf Forschung wurde wenig Wert gelegt, die Lehre straff organisiert.

### 1848 bis 1938
Die Revolution 1848 richtete sich nicht zuletzt gegen die Einschränkungen der Lehr- und Lernfreiheit, die 1849 die Prinzipien der Universitätsreform des Unterrichtsministers Leo Thun-Hohenstein wurden. In diesem Zusammenhang wurde auch die Philosophische Fakultät aufgewertet und den drei „höheren“ Fakultäten (Theologie, Jus, Medizin) gleichgestellt.
1850 wurde die Evangelisch-Theologische Fakultät gegründet, aber erst 1922 der Universität inkorporiert.
Im Jahr 1897 wurden Frauen erstmals als ordentliche Hörer zugelassen, wenn auch zunächst nur an der philosophischen Fakultät. Die restlichen Fakultäten folgten teils mit erheblichem Abstand: 1900 die medizinische, 1919 die juristische, 1923 die evangelisch-theologische. Im Jahr 1945 ließ schließlich auch die katholisch-theologische Fakultät Frauen als ordentliche Hörer zu. Acht Jahre nach Beginn des Frauenstudiums an der Universität Wien gelang es der Romanistin Elise Richter 1905 als erster Frau, sich zu habilitieren; sie wurde 1921 auch die erste außerordentliche Professorin. Die erste Ordinaria wurde an der Universität Wien erst 1956 ernannt: die Physikerin Berta Karlik.
Schon lang vor dem „Anschluss“ von 1938 waren demokratiefeindliche und antisemitische Studenten, von einigen Professoren wohlwollend toleriert, an der Universität aktiv. Das Institut zur Pflege deutschen Wissens wurde 1924 gegründet, 1928 fanden Hochschulkrawalle statt, 1932 waren ebenfalls Studentenkrawalle zu verzeichnen, die mit Demonstrationen vor dem Haupteingang der Universität verbunden waren.
Im Juni 1936 wurde der Physiker und Philosoph Moritz Schlick, Begründer des Wiener Kreises, auf der Philosophenstiege im Hauptgebäude der Universität von einem seiner ehemaligen Studenten erschossen; der Mörder wurde zwei Jahre später vom NS-Regime aus der Haft entlassen. Der grassierende Antisemitismus manifestierte sich auch in verhinderten Habilitationen und Berufungen.

### Zeit des Nationalsozialismus
Nach dem Anschluss Österreichs an das Deutsche Reich wurde die Universität 1938 unter Rektor Fritz Knoll nach nationalsozialistischen Gesichtspunkten „gleichgeschaltet“ und eine große Anzahl an Lehrenden und Studierenden aus rassistischen und politischen Gründen vertrieben, mit einem Drittel des Lehrpersonals die größte solche Maßnahme weltweit. 1943 folgte ihm der Anatom Eduard Pernkopf. Lehre und Forschung wurden nach „völkischen“ Aspekten ausgerichtet und für den „Endsieg“ instrumentalisiert. Eine Reihe neuer Lehrstühle und Institute wurden geschaffen, etwa das 1943 gegründete „Institut für germanisch-deutsche Volkskunde“ oder das 1940 gegründete „Institut für Lebenswirtschaftskunde“, wo junge Frauen im Sinne des NS-Ideals der deutschen Frau und Mutter in den Bereichen Haushalt und Familie unterrichtet wurden. Nach Beginn des Zweiten Weltkriegs erhielten besonders jene Forschungsbereiche trotz der schwierigen ökonomischen Lage finanzielle Mittel, die für die Kriegführung wichtig waren. Vereinzelt waren Studierende aber auch im Widerstand gegen den Nationalsozialismus aktiv, einige fielen dem nationalsozialistischen Verfolgungs- und Terrorapparat zum Opfer.

### Nachkriegszeit

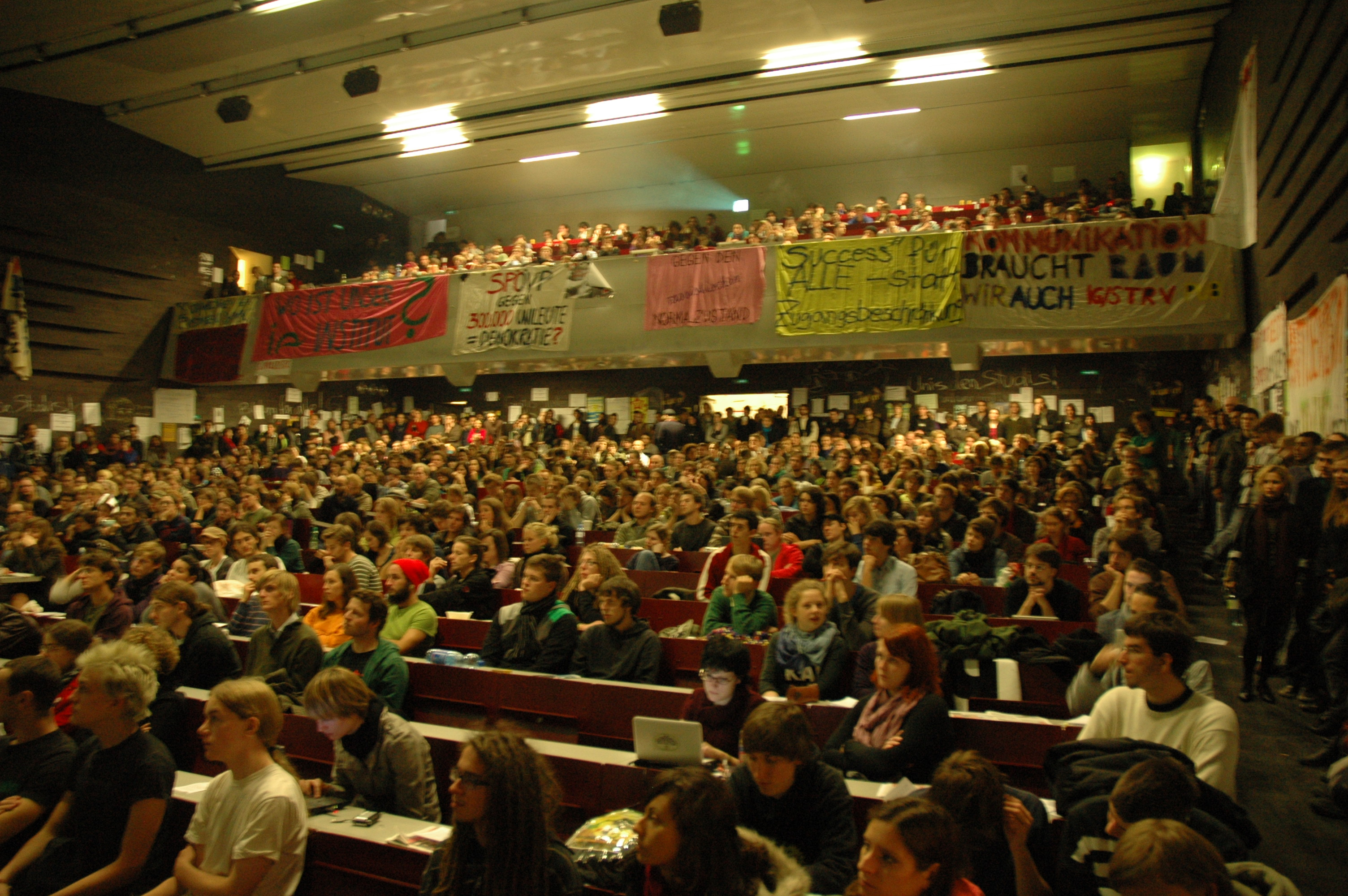
Besetzung des Audimax

Im April 1945 erwirkte der damals erst 22-jährige Kurt Schubert, später anerkannter Doyen für Judaistik an der Wiener Universität, von der sowjetischen Besatzungsmacht die Erlaubnis, den Universitätsbetrieb wieder aufzunehmen, weshalb er als inoffizieller erster „Rektor“ der Universität nach dem Krieg gilt. Bereits am 25. April 1945 wurde jedoch der Verfassungsrechtler Ludwig Adamovich senior zum ordentlichen Rektor der Universität Wien gewählt.
Die mit der Universitätsreform 1975 verwirklichte Mitbestimmung von Studenten und universitärem Mittelbau wurde mit der Universitätsreform 1993 (in Wien in Kraft seit dem Jahr 2000) und der Universitätsreform 2002 (in Kraft seit 2004) großteils wieder rückgängig gemacht. Durch die zuletzt genannten Reformen erhielt die Universität nach über 250 Jahren als staatliche oder halbstaatliche Anstalt ihre Rechtsfähigkeit zurück, die Zahl der Fakultäten und Zentren wurde auf 18 erhöht (siehe unten), die medizinische Fakultät als Medizinische Universität Wien ausgegliedert. Mit der Universitätsreform 1975 wurde die Universität in acht Fakultäten neu gegliedert: Katholische Theologie, Evangelische Theologie, Rechtswissenschaften, Sozial- und Wirtschaftswissenschaften, Medizin, Grund- und Integrativwissenschaften, Geisteswissenschaften sowie Formal- und Naturwissenschaften.
Am 22. Oktober 2009 wurde nach einer Solidaritätskundgebung für die Besetzer der Akademie der bildenden Künste das Audimax, der größte (1936 eröffnete) Hörsaal Österreichs, besetzt (vgl. Studentenproteste in Österreich 2009). Die Proteste richteten sich (unter anderem) gegen die Umsetzung des Bologna-Prozesses in Österreich, gegen die Wiedereinführung von Studiengebühren, gegen Zugangsbeschränkungen und gegen prekäre Arbeitsverhältnisse an den Universitäten. Gefordert wurden die Erhöhung des Hochschulbudgets auf 2 % des BIPs zum Ausbau der personellen und räumlichen Kapazitäten sowie zur besseren Ausstattung der Universitäten und eine von privatwirtschaftlichen Interessen unabhängige Bildung und Lehrplangestaltung.
Im Jahr 2015 widmeten die Wiener Philharmoniker einen Teil des Programmes ihres Neujahrskonzertes der Universität Wien anlässlich des 650-Jahr-Jubiläums am 12. März 2015.
Im Hinblick auf die Umsetzung der PädagogInnenbildung Neu wurden in Österreich regionale Entwicklungsverbünde gebildet. Die Universität Wien gehört dabei mit anderen Hochschulen Wiens und Niederösterreichs zum Verbund Nord-Ost. Die neue Lehramts-Ausbildung für die Sekundarstufe begann 2016.

## Rankings
Im THE-Ranking belegt die Universität Wien 2025 weltweit Platz 110, im QS-Ranking 2025 Rang 137. Das Shanghai-Ranking zählt sie zu den besten 101-150. Das THE World Reputation Ranking 2025 sieht sie unter den renommiertesten 110 Universitäten weltweit.
Diese Ergebnisse werden trotz des weitgehend offenen Hochschulzugangs in manchen Einzelwertungen übertroffen: So belegt die Universität Wien im Shanghai-Ranking von 2024 in der Kategorie Mathematik den Platz 31 weltweit. Im THE-Ranking von 2024 belegt sie in der Kategorie Geisteswissenschaften Platz 27 weltweit. Im Fach Rechtswissenschaften belegt sie Platz 41 weltweit, analog zum Platz 97 im QS-Ranking.

## Persönlichkeiten

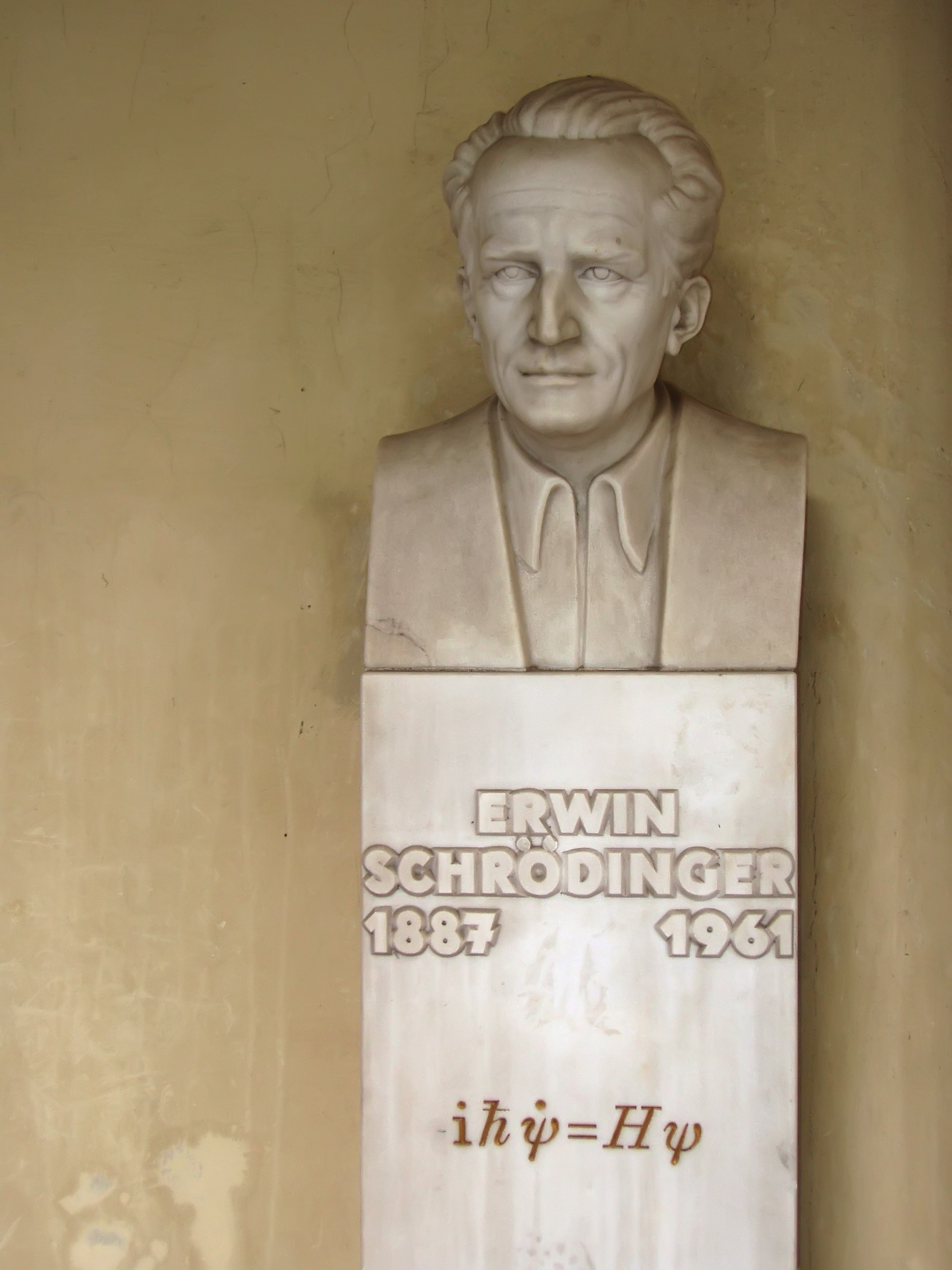
Erwin-Schrödinger-Denkmal im Hof der Universität

### Nobelpreisträger
- Róbert Bárány (1876–1936), Medizin 1913
- Julius Wagner-Jauregg (1857–1940), Medizin 1927
- Hans Fischer (1881–1945), Chemie 1930
- Karl Landsteiner (1868–1943), Medizin 1930
- Erwin Schrödinger (1887–1961), Physik 1933
- Victor Franz Hess (1883–1964), Physik 1936
- Otto Loewi (1873–1961), Medizin 1936
- Max Ferdinand Perutz (1914–2002), Chemie 1962
- Konrad Lorenz (1903–1989), Medizin 1973
- Friedrich August von Hayek (1899–1992), Alfred-Nobel-Gedächtnispreis für Wirtschaftswissenschaften 1974
- Elias Canetti (1905–1994), Literatur 1981
- Elfriede Jelinek (* 1946), Literatur 2004
- Emmanuelle Charpentier (* 1968), Chemie 2020
- Anton Zeilinger (* 1945), Physik 2022

### Weitere bedeutende Wissenschaftler
- Ferdinand von Arlt (1812–1887), Arzt und Ophthalmologe
- Hans-Joachim Becker (* 1925), Biologe, Ordinarius für Zoologie und Genetik (ab 1978), Vorstand des Instituts für allgemeine Biologie
- Theodor Billroth (1829–1894), deutsch-österreichischer Mediziner
- Marietta Blau (1894–1970), Physikerin
- Ludwig Boltzmann (1844–1906), Physiker und Philosoph
- Franz Brentano (1838–1917), deutscher Philosoph, Psychologe und Begründer der Aktpsychologie
- Ernst Wilhelm von Brücke (1819–1892), deutscher Physiologe
- Charlotte Bühler (1893–1974), deutsche schulbildende Entwicklungspsychologin
- Karl Bühler (1879–1963), deutscher Psychologe
- Rudolf Carnap (1891–1970), deutscher Philosoph
- Conrad Celtis (1459–1508), deutscher Humanist und Dichter
- Alexander Isaak Cemach (1882–1958), russisch-österreichisch-britischer Mediziner und Hochschullehrer
- Viktor Frankl (1905–1997), Neurologe und Psychiater
- Sigmund Freud (1856–1939), Arzt, Neurophysiologe, Tiefenpsychologe, Kulturtheoretiker und Religionskritiker
- Kurt Gödel (1906–1978), Mathematiker, Philosoph und einer der bedeutendsten Logiker
- Olga Hahn-Neurath (1882–1937), Mathematikerin und Philosophin
- Berthold Hatschek (1854–1941), Zoologe
- Ferdinand Ritter von Hebra (1816–1880), Dermatologe
- Moriz Hoernes (1852–1917), Prähistoriker
- Herbert Hunger (1914–2000), Byzantinist
- Josef Hyrtl (1810–1894), österreichisch-ungarischer Anatom
- Marie Jahoda (1907–2001), Sozialpsychologin
- Moritz Kaposi (1837–1902), Dermatologe
- Berta Karlik (1904–1990), Physikerin
- Hans Kelsen (1881–1973), österreichisch-amerikanischer Rechtswissenschaftler
- Alfred Kohler (* 1943), Historiker und Universitätsprofessor
- Helmut Koziol (* 1940), Jurist und Professor
- Richard von Krafft-Ebing (1840–1902), deutscher Psychiater, Neurologe und Rechtsmediziner
- Florian Kratschmer von Forstburg (1843–1922), Militärarzt und Hygieniker
- Mihály Ignác von Lenhossék (1773–1840), Physiologe, Psychologe und Hochschullehrer
- Albin Lesky (1896–1981), Klassischer Philologe
- Johann Josef Loschmidt (1821–1895), Physiker und Chemiker
- Carl Ludwig (1816–1895), deutscher Anatom und Physiologe
- Gerhard Luf (* 1943), Rechtswissenschaftler
- Ernst Mach (1838–1916), Physiker, Sinnesphysiologe, Philosoph und Wissenschaftstheoretiker
- Heinz Mayer (* 1946), Verfassungs- und Verwaltungsjurist, emeritierter Universitätsprofessor
- Lise Meitner (1878–1968), Kernphysikerin
- Carl Menger (1840–1921), Ökonom
- Oskar Morgenstern (1902–1977), deutscher Wirtschaftswissenschaftler
- Otto Neurath (1882–1945), Nationalökonom, Wissenschaftstheoretiker, Arbeiter- und Volksbildner und Grafiker
- Johann Palisa (1848–1925), Astronom
- Richard Pittioni (1906–1985), Prähistoriker und ordentlicher Universitätsprofessor
- Pius II. (1405–1464), Papst der römisch-katholischen Kirche
- Johann Puluj (1845–1918), österreichisch-ungarischer Physiker und Elektrotechniker ukrainischer Nationalität
- Albert von Riccabona (1907–1980), Mediziner und Hochschullehrer
- Elise Richter (1865–1943), Romanistin und Universitätsprofessorin
- Erwin Ringel (1921–1994), Arzt und Vertreter der Individualpsychologie
- Karl Freiherr von Rokitansky (1804–1878), Pathologe, Hochschullehrer, Politiker und Philosoph
- August Schleicher (1821–1868), deutscher Sprachwissenschaftler
- Moritz Schlick (1882–1936), deutscher Physiker und Philosoph
- Wendelin Schmidt-Dengler (1942–2008), Literatur- und Sprachwissenschaftler
- Joseph von Sonnenfels (1732/1733–1817), Schriftsteller der Aufklärung, zudem Verwaltungsreformer und Professor der Politischen Wissenschaften
- Josef Stefan (1835–1893), Mathematiker und Physiker
- Nikolai Sergejewitsch Trubetzkoy (1890–1938), russischer Linguist und Ethnologe
- Gustav Tschermak (1836–1927), Mineraloge
- Carl Auer von Welsbach (1858–1929), Chemiker und Unternehmer.

### Bedeutende Studierende
- Victor Adler (1852–1918), Arzt, Journalist und Politiker
- Franz Alt (1910–2011), US-amerikanischer Mathematiker
- Peter Apian (1495–1552), deutscher Mathematiker, Astronom, Astrologe, Kosmograf und Kartograf
- Ingeborg Bachmann (1926–1973), Schriftstellerin
- Franz Ballner (1870–1963), Arzt, Bakteriologe und Hygieniker
- Max Wladimir von Beck (1854–1943), Politiker
- Richard Belcredi (1823–1902), Politiker
- Bruno Bettelheim (1903–1990), US-amerikanischer Psychoanalytiker und Kinderpsychologe
- Helene Bodmann (1911–1948), Botanikerin
- Nicetas Budka (1877–1949), ukrainischer griechisch-katholischer Bischof
- Karl Buresch (1878–1936), Jurist und Politiker
- Friedrich Cerha (1926–2023), Komponist und Dirigent
- Manfred von Clary und Aldringen (1852–1928), Politiker
- Anton von Doblhoff-Dier (1800–1872), Politiker
- Engelbert Dollfuß (1892–1934), Politiker
- Paul Ehrenfest (1880–1933), Physiker
- Cajetan von Felder (1814–1894), Rechtsanwalt, Entomologe und Politiker
- Paul Feyerabend (1924–1994), Philosoph
- Hertha Firnberg (1909–1994), Politikerin
- Heinz Fischer (* 1938), Politiker, Jurist und Hochschullehrer
- O. W. Fischer (1915–2004), Schauspieler
- Iwan Franko (1856–1916), ukrainischer Schriftsteller, Journalist, Literaturkritiker, Übersetzer, Dramatiker, Publizist, Wissenschaftler und Politiker
- Alcide De Gasperi (1881–1954), italienischer Staatsmann
- Paul Gautsch von Frankenthurn (1851–1918), Politiker
- Arno Geiger (* 1968), Schriftsteller
- Kurt Gödel (1906–1978), US-amerikanischer Mathematiker, Philosoph und Logiker
- Franz Grillparzer (1791–1872), Schriftsteller
- Alfred Gusenbauer (* 1960), Politiker
- Jörg Haider (1950–2008), Politiker
- Theodor Herzl (1860–1904), österreichisch-ungarischer Schriftsteller, Publizist und Journalist
- Hugo von Hofmannsthal (1874–1929), Schriftsteller, Dramatiker, Lyriker und Librettist
- Konrad zu Hohenlohe-Schillingsfürst (1863–1918), Hocharistokrat und Politiker
- Ludwig von Holzgethan (1800–1876), Ministerpräsident
- Max Hussarek von Heinlein (1865–1935), Politiker
- Edmund Husserl (1859–1938), österreichisch-deutscher Philosoph und Mathematiker
- Heinrich von Huyssen (1666–1739), deutscher Diplomat
- Elfriede Jelinek (* 1946), Schriftstellerin
- Karl Kautsky (1854–1938), österreichisch-tschechischer Philosoph, marxistischer Theoretiker und Politiker
- Erich von Kielmansegg (1847–1923), Politiker
- Rudolf Kirchschläger (1915–2000), Richter und Diplomat
- Josef Klaus (1910–2001), Politiker
- Viktor Klima (* 1947), Manager und Politiker
- Ernest von Koerber (1850–1919), Politiker
- Karl Kraus (1874–1936), Schriftsteller, Publizist, Satiriker, Lyriker, Aphoristiker, Dramatiker, Sprach-, Kultur- und Medienkritiker
- Bruno Kreisky (1911–1990), Politiker und Staatsmann
- Hans Kudlich (1823–1917), Arzt und Politiker
- Hryhory Lakota (1883–1950), Weihbischof der Ruthenischen griechisch-katholischen Kirche in Przemyśl
- Heinrich Lammasch (1853–1920), Straf-, Staats- und Völkerrechtler
- Paul Felix Lazarsfeld (1901–1976), österreichisch-amerikanischer Soziologe
- Käthe Leichter (1895–1942), Sozialwissenschaftlerin und sozialistische Gewerkschafterin
- Peter Luder (1415–1472), deutscher Wanderredner, Humanist, Mediziner und Gelehrter
- Karl Lueger (1844–1910), Politiker
- Ernst Mach (1838–1916), Physiker, Sinnesphysiologe, Philosoph und Wissenschaftstheoretiker
- Gustav Mahler (1860–1911), Komponist
- Tomáš Garrigue Masaryk (1850–1937), tschechischer Philosoph, Soziologe und Politiker
- Michael Mayr (1864–1922), Historiker und Politiker
- Gregor Mendel (1822–1884), mährisch-österreichischer Priester des Augustinerordens
- Alois Mock (1934–2017), Politiker
- Grete Mostny (1914–1991), österreichisch-chilenische Archäologin
- Paul Pella (1892–1965), Kapellmeister, Dirigent und musikalischer Oberleiter am Stadttheater Aachen
- Franz von Pillersdorf (1786–1862), Beamter und Staatsmann
- Papst Pius III. (1439–1503), 1503 Papst der römisch-katholischen Kirche
- Ignaz von Plener (1810–1908), Politiker
- Karl Popper (1902–1994), österreichisch-britischer Philosoph
- Hugo Portisch (1927–2021), Journalist
- Otto Preminger (1905–1986), Filmregisseur, Filmproduzent, Schauspieler, Theaterregisseur und Theaterdirektor
- Rudolf Ramek (1881–1941), Jurist und Politiker
- Christoph Ransmayr (* 1954), Schriftsteller
- Karl Renner (1870–1950), Politiker, Staatsmann und Jurist
- Fritz Schajowicz (1911–1992), Pathologe
- Anton von Schmerling (1805–1893), Politiker und Jurist
- Arthur Schnitzler (1862–1931), Arzt, Erzähler und Dramatiker
- Johann Schober (1874–1932), Politiker
- Wolfgang Schüssel (* 1945), Politiker
- Ernst Seidler von Feuchtenegg (1862–1931), Jurist, Universitätsprofessor und Politiker
- Ignaz Seipel (1876–1932), Prälat, katholischer Theologe und Politiker
- Ignaz Semmelweis (1818–1865), ungarisch-österreichischer Chirurg und Geburtshelfer deutscher Abstammung
- Arthur Seyß-Inquart (1892–1946), Jurist
- Fred Sinowatz (1929–2008), Politiker
- Pavao Skalić (1534–1575), kroatischer Humanist, Priester, Abenteurer, Enzyklopädist und Universalgelehrter
- Joseph von Sonnenfels (1732/1733–1817), Schriftsteller der Aufklärung, Verwaltungsreformer und Professor
- Hilde Spiel (1911–1990), Schriftstellerin, Übersetzerin, Journalistin und Essayistin
- Adalbert Stifter (1805–1868), böhmisch-österreichischer Schriftsteller, Maler und Pädagoge
- Eduard Taaffe (1833–1895), Staatsmann und Sozialreformer
- Julius Tandler (1869–1936), Anatom
- Olga Taussky-Todd (1906–1995), tschechisch-US-amerikanische Mathematikerin
- Franz von Thun und Hohenstein (1847–1916), Politiker
- Mutius von Tommasini (1794–1879), Bürgermeister von Triest
- Kurt Waldheim (1918–2007), Diplomat und Politiker
- Heinrich von Wittek (1844–1930), Politiker
- Stefan Zweig (1881–1942), Schriftsteller, Übersetzer und Pazifist
- Huldrych Zwingli (1484–1531), Schweizer Theologe

#### Absolventen der Mathematik (Dissertation; Auswahl)
- 1887: Wilhelm Wirtinger (1865–1945)
- 1900: Ernst Fanta (1878–1939)
- 1907: Eduard Helly (1884–1943)
- 1908: Wilhelm Blaschke (1885–1962)
- 1910: Johann Radon (1887–1956)
- 1917: Hilda Geiringer (1893–1973)
- 1918: Gábor Szegő (1895–1985)
- 1920: Leopold Vietoris (1891–2002)
- 1923: Otto Schreier (1901–1929)
- 1924: Karl Menger (1902–1985)
- 1927: Nikolaus Hofreiter (1904–1990)
- 1928: Karl Strubecker (1904–1991)
- 1929: Hans Hornich (1906–1979)
- 1930: Kurt Gödel (1906–1978)
- 1930: Olga Taussky-Todd (1906–1995)
- 1932: Franz Alt (1910–2011)
- 1938: Edmund Hlawka (1916–2009)
- 1941: Leopold Schmetterer (1919–2004)
- 1947: Karl Prachar (1925–1994)
- 1948: Walter Knödel (1926–2018)
- 1950: Wilfried Nöbauer (1928–1988)
- 1955: Wolfgang Schmidt (* 1933)
- 1960: Johann Cigler (* 1937)
- 1960: Walter Philipp (1936–2006)
- 1965: Martin Aigner (1942–2023)
- 1966: Peter Gruber (1941–2017)
- 1967: Günter Pilz (* 1945)
- 1968: Klaus Schmidt (* 1943)
- 1968: Karl Sigmund (* 1945)
- 1968: Peter Zinterhof (* 1944)
- 1969: Harald Niederreiter (* 1944)
- 1969: Hans-Christian Reichel (1945–2002)
- 1971: Ron Sommer (* 1949)
- 1972: Harald Rindler (* 1948)
- 1973: Peter W. Michor (* 1949)
- 1974: Hans Georg Feichtinger (* 1951)
- 1976: Walter Schachermayer (* 1950)
- 1976: Rudolf Taschner (* 1953)
- 1978: Josef Hofbauer (* 1956)
- 1979: Robert Tichy (* 1957)
- 1983: Peter Paule (* 1958)
- 1984: Christian Krattenthaler (* 1958)
- 1985: Karlheinz Gröchenig (* 1959)
- 1989: Martin A. Nowak (* 1965)
- 1998: Ulrich Berger (* 1970)
- 1999: Josef Teichmann (* 1972)
- 1999: Manfred Einsiedler (* 1973)
- 2002: Georg Schneider (* 1980)
- 2005: Peter Balazs (* 1970)

#### Absolventen der Mathematik (Sponsion, Mag.; Auswahl)
- Thomas Janeschitz (* 1966)

#### Absolventen der Chemie (Dissertation, Dr.; Auswahl)
- 1880: Josef Herzig (1853–1924)
- 1895: Karl Oettinger (1868 oder 1869–1930)
- 1909: Emma Ripper-Schwabe (1909–1997)
- 1910: Ernst Späth (1886–1946)
- 1921: Hermann F. Mark (1895–1992)
- 1928: Friedrich Hecht (1903–1980)
- 1929: Elias Canetti (1905–1994)
- 1930: Alfred Zeller (1908–1976)
- 1937: Johann Wolfgang Breitenbach (1908–1978)
- 1950: Thomas Schönfeld (1923–2008)
- 1950: Karl Schlögl (1924–2007)
- 1959: Oskar Polansky (1919–1989)
- 1966: Heinz Falk (* 1939)
- 1974: Thomas Hoffmann-Ostenhof (* 1945)

#### Absolventen der Medizin (Dissertation, Dr.; Auswahl)
- 1841: Arnold Hirsch (1815–1896), Homöopath
- 1899: Adriano Sturli (1873–1964), später Mitentdecker der Blutgruppe AB